# Versement mobilité
Der Versement mobilité (VM) ist eine Lohnsummensteuer, die Kommunen oder Kommunalverbände in Frankreich zweckgebunden zur Finanzierung des Öffentlichen Personennahverkehrs (ÖPNV) von Arbeitgebern erheben können. Die eingenommenen Gelder können sowohl für den laufenden Betrieb als auch für Investitionen eingesetzt werden.
Der Versement mobilité wurde versuchsweise 1971 erstmals in Paris erhoben. 1973 wurden alle Ballungsgebiete mit mehr als 300.000 Einwohnern einbezogen. Bis 1992 wurde der Geltungsbereich schrittweise auf alle Kommunen mit mehr als 20.000 Einwohnern ausgedehnt. Juristischer Hintergrund der Steuer war die Überlegung, dass die durch die Verbesserung des ÖPNV entstehenden Kosten teilweise von den Begünstigten übernommen werden sollte, unabhängig von deren tatsächlicher Nutzung des ÖPNV. Hierbei wurde auf die Arbeitgeber zurückgegriffen, da diese für Kunden und Mitarbeiter besser erreichbar werden, sie weniger Parkplätze bauen müssen und sich Investitionen für Filialen sparen können. Steuerpflichtig sind alle Arbeitgeber mit mehr als neun Beschäftigten, wobei der VM bezogen auf die Lohnsumme erhoben wird. Hierbei galten 2024 je nach Ballungsgebiet unterschiedliche Höchstsätze:
- In Île-de-France, der Region Paris, beträgt der Höchstsatz zwischen 2,95 % in der Stadt Paris und 1,4 % in den äußeren Départements.
- In Ballungsgebieten mit mehr als 100.000 Einwohnern kann die Transportsteuer bis zu einer Höhe von 1,00 % erhoben werden. Wird in diesen Stadtregionen ein Nahverkehr auf eigenen Trassen angeboten oder ist der Bau eines solchen Systems geplant, so beträgt der Höchstsatz 1,75 %. Als eigene Trasse gelten schienengebundene Systeme wie Metro, Véhicule automatique léger (VAL) und Straßenbahnen, aber auch Busbetriebe mit Spurbussen wie die Tramway de Nancy.
- In Agglomerationen mit 50.000 bis 100.000 Einwohnern kann der Versement transport bis zu 0,55 % (bei Nahverkehr auf eigenen Trassen 0,85 %) betragen.
- In Gebieten mit 10.000 bis 50.000 Einwohnern können bis zu 0,55 % erhoben werden.

Zuschläge sind in Kommunalverbänden (0,05 %) und in Orten mit staatlich klassifizierter Tourismusfunktion (0,20 %) möglich.
Die Kommunen oder Kommunalverbände entscheiden, ob ein VM erhoben wird und legen die genaue Höhe fest. 1995 erhoben 90 % der insgesamt 190 berechtigten Kommunalverbände den VM. 1994 betrugen die Bruttoeinnahmen in ganz Frankreich 2,8 Milliarden Euro; 2001 stiegen die Einnahmen auf knapp über vier Milliarden Euro; 2010 wurden rund 6,2 Milliarden Euro eingenommen, 2021 etwa 9 Milliarden €. Etwa die Hälfte der Einnahmen entfielen auf die Region Paris. In der Regel werden die Höchstsätze ausgeschöpft. Unter Anwendung der Höchstsätze wurden seit den 1980er Jahren in zahlreichen französischen Ballungsgebieten neue Straßenbahnsysteme gebaut, beispielsweise in Grenoble, Straßburg und Montpellier.
Die Einnahmen aus dem VM können dabei im Gegensatz zum deutschen Gemeindeverkehrsfinanzierungsgesetz (GVFG) gleichermaßen für Investitionen in Streckennetz und Fahrzeuge wie auch zur Subventionierung des laufenden Betriebs verwandt werden. Letzteres ermöglicht beispielsweise die Verdichtung von Taktzeiten, ohne dass die zusätzlichen Kosten aus den Fahrgeldeinnahmen vollständig abgedeckt sein müssen. 2023 wurden knapp 45 % der Ausgaben für den städtischen Verkehr über den VM finanziert. Damit war die Steuer das wichtigste Finanzierungsinstrument im ÖPNV Frankreichs.